# 永井道明
永井 道明（ながい どうめい（みちあき）、明治元年12月18日（1869年1月30日） - 1950年（昭和25年）12月13日）は、日本の体育指導者・教育者。
スウェーデン体操を軸とした『学校体操教授要目』の制定に尽力することで教科としての体操の確立と発展に寄与し、体育教師の地位向上に貢献したことから、日本の体操の父と称される。また長方形のコートで行うドッジボールを日本に伝え、日本独自のルールを取り入れた人物でもある。
道明が取りまとめた『学校体操教授要目』は「学校体育指導要綱」を経て「学習指導要領体育編」へとつながっていく。また道明が普及させた規律・訓練的な身体と精神性は、学校体育の現場で、整列・号令・姿勢・統一的な動きなどの形で現代の日本に残存している。

## 経歴

### 出自と小中学校時代（1869-1886）
明治元年12月18日（グレゴリオ暦：1869年1月30日）、常陸国茨城郡水戸城下の下市蔵前（現・茨城県水戸市城東）にて永井道敏の次男として出生した。永井家は水戸藩士であり、祖父・政介と父・道敏は藩校・弘道館の師範を務めていた。政介は藤田東湖といとこの関係であり、武道の達人であった縁から吉田松陰が訪ねて来てしばらく自宅に滞在させていた。姉の夫は水戸藩士吉成又右衛門の孫慎之允である。こうした「名門」の家柄ながら、道明は兄弟姉妹が10人いたため裕福な生活を送ることはできず、幼少期は虚弱体質であったという。
1876年（明治9年）、下市小学校（現・水戸市立浜田小学校）に入学する。父の那珂郡の大宮警察署への転勤に伴い、1878年（明治11年）に大宮小学校（現・常陸大宮市立大宮小学校）へ転校するが、翌1879年（明治12年）に下市小へ戻り、1882年（明治15年）に卒業した。当時の教育課程ではすでに「体術」・「体操」の名で体育の授業が行われており、道明は鬼ごっこ、竹馬、凧揚げ、こま回し、相撲などをしたと述懐している。特に大宮小時代によくやった竹登りと、水府流の古式泳法を習っていたことから水泳が得意であった。
下市小を卒業した後は、茨城中学校（現・茨城県立水戸第一高等学校）へ進学した。自宅から茨城中までは坂道を含めて約1里（≒3.9 km）ほどあり、これを全速力で駆け抜けて学友や先生を追い越すのが楽しみであり、そうしているうちに心身が鍛錬されたという。茨城中ではジョージ・アダムス・リーランドに師事した星野久成が担当した学校体操に傾倒し、アレイや棍棒を自作して自宅でも鍛錬に励んだ。その甲斐あって、体操の成績は100点満点で、運動会では優等賞を獲得した。他方で1884年（明治17年）に蹴球に熱中するあまり平行棒で頭部を強打し6針縫う怪我を負い、後遺症の疼痛に1897年（明治30年）頃まで悩まされることになった。
藝文雑誌という校内の文学雑誌にも投稿し、文学にも関心を持っていたとされる。

### 茨城師範から高師へ（1886-1893）
1886年（明治19年）9月に茨城中を卒業した道明は、家計の事情で上京することがかなわなかったため、茨城師範学校（現・茨城大学教育学部）へ進学した。ここで道明は兵式体操と出会って心身を鍛錬し、その成績が優秀であったことから運動会や卒業式での兵式体操の指揮号令を担当した。1年生を途中で飛び級したことから、1889年（明治22年）春に茨城県尋常師範学校（茨城師範学校から改称）を卒業し、同附属小学校（現・茨城大学教育学部附属小学校）訓導に着任した。教員生活は1年で終わり、1890年（明治23年）に高等師範学校（高師、後の東京高等師範学校、現・筑波大学）博物科に進学した。
道明が進学した当時の高師は、募集する学科は年に1つだけであり、受験生が自由に希望学科を選ぶことはできなかった。入学早々、道明はテニスにはまり、1学期の間に靴を2足も破るほどで教師の称賛を集めたが、あまりにも熱中しすぎたため、自制のために2学期からはそれほど得意ではなかった鉄棒に転向した。茨城師範時代から練習していた器械体操の蹴上（けあがり）の習得には3年もかかり、この経験が指導者になった際に役立ったという。不得意ながらも日々鉄棒に向かう道明を、学生仲間は「鉄竿上人」とあだ名した。また、高師では普通体操を坪井玄道から学んだが、すでに水戸で星野久成に学んでいた道明は坪井の癖のある動作を見抜いていた。

### 助教諭から体操校長へ（1893-1905）
1893年（明治26年）3月に高師を卒業した道明は、4月より高師附属学校（現・筑波大学附属中学校・高等学校）の助教諭兼訓導に着任した。この間、鳩山一郎が生徒として入学し、指導している。博物科出身でありながら博物学の授業を受け持つのは稀で、ほとんど「体操の先生」として奉職した。着任早々、6月から歩兵第1連隊に入営して6週間の兵役を務め、教員復帰後は兵式教練の教官も務めた。この年、道明は政子と結婚している。なお道明卒業直後に嘉納治五郎が高師の校長に就任し、志願者が希望学科を選べるようにしたほか、道明が受けた森有礼以来の軍隊式教育色を排除するなどの改革を推進した。
1896年（明治29年）4月2日、創立したばかりの奈良県尋常中学校畝傍分校（現・奈良県立畝傍高等学校）に赴任し、教諭兼舎監となった。その年の9月30日には全校生徒を引き連れて金剛山への登山に出掛けたが、麓の名柄（現・御所市名柄）に着いた時点で生徒が疲労困憊しているのを発見した。道明は生徒が朝食に茶粥しか食べていないことを知り、保護者に朝食と弁当の栄養改善を訴えた。畝傍分校が畝傍中学校に昇格した1899年（明治32年）には初代校長に就任し、引き続き舎監も務めた。道明校長は修身と体操の教師を務め、毎月遠足や登山を実施し、放課後には教師らとテニス、生徒と器械体操や野球をするという生活を送った。そんなところから、自然発生的に「体操校長」と呼ばれ親しまれた。
1900年（明治33年）、兵庫県の視学官で高師の先輩であった小森慶助の招きに応じて兵庫県姫路中学校（現・兵庫県立姫路西高等学校）に転任し、校長に就任した。この間、姫路中に和辻哲郎が入学している。姫路中では学校の更生を託され、野球を禁止してサッカーや体操を奨励し、生徒が楽しみにしていた修学旅行を廃止して軍隊式の行軍に変更、吹雪の夢前川を渡河する訓練や雨中行軍・雨中運動会を断行するなど「体操校長」の名をより強化した。行軍は生徒から不評で事前に発表すると欠席率が高まることから、抜き打ちで実施していた。和辻は「わたくしの中学が見る見るうちに兵式体操で有名な学校に化してしまった」と表現している。こうした道明の教育は卒業生や元教員、保護者らの反発を受けることとなり、生徒から授業のストライキ（同盟休校）をされたこともあった。しかし時は日露戦争（1904年=明治37年）に向かい挙国一致が求められたため、体操校長の方針は次第に受け入れられ、戦争に動員された教師陣に代わって道明自らが陣頭指揮を執った。腕っぷしの強い生徒は道明に手懐けられて号令係となり、上級生が下級生に鉄拳制裁を加えるという旧習は消滅していった。
1905年（明治38年）春には文部大臣・久保田譲が来校し、道明を激励した。この頃、道明は姫路の練兵場で鍛錬する兵士を眺め、その貧相な体格を何とかせねばと思うようになっていた。こうした折に欧米留学の候補生に選ばれ、1905年（明治38年）11月21日に正式採用となった。採用日には、久保田大臣から直接訓示を受けるという異例の対応があり、国家のために任務を全うしようという強い決意が芽生えた。欧米留学が決まった道明は、和辻哲郎たちが受けていた英語の授業に参加して語学の勉強をしたといい、和辻は「そういうことが極めて無邪気にできる人であった」と記している。

### 欧米留学（1905-1909）
道明の欧米留学には、体操科の統一、すなわち当時議論が続いていた普通体操・兵式体操にスウェーデン体操を採用するかどうかが中心課題として与えられた。当時、体操の専門家が集って体操及遊戯調査委員会が体操の統一を議論していたが、委員会はスウェーデン体操を採用するも従来の普通体操も改良すれば採用できるという玉虫色の決着を図ったため、どちらの派閥にも属さない新人物として文部省から期待されたのであった。留学順路はまず先進国のヨーロッパを歴訪した後、新興国のアメリカへ渡るべしと説く坪井玄道派と、日本の教育に深いかかわりのあるアメリカを先に、続いてヨーロッパへ渡るべしと説く高嶺秀夫派があったが、道明は高嶺の案を採ることを決め、姫路中を辞して1905年（明治38年）12月22日に横浜港からエンプレス・オブ・チャイナでアメリカ大陸へ渡った。船中で年越しし、1906年（明治39年）1月3日にバンクーバー港に上陸、1月10日にニューヨークに到着した。そこで学ぶべき体育学校を探し、2月にボストン体操師範学校（Boston Normal School of Gymnastics、後にウェルズリー大学体育学部となる）に入学することを決定した。ボストン体操師範は女子校であったため、男性の道明は客分（guest）という形で入学し、校長のエイミー・モーリス・ホーマンス（Amy Morris Homans）宅に寄宿した。ここで道明は生理学・解剖学・教育心理学などの座学、病院での医療体操などを習得し、空き時間を見つけてはYMCA、YWCA、体育館、公園などを視察、夏休みにはシャトークアの夏季体育学校で修練した。しかし、アメリカで行われていたスウェーデン体操に道明はあまり共鳴しなかった。
約1年半のボストン体操師範での留学を終えると、シカゴ、セントルイス、ピッツバーグ、ワシントンD.C.、ニューヨークなど主要都市を歴訪し、1907年（明治40年）7月にボストンから出航、イギリス・リヴァプールに上陸、ロンドンのシェパーズ・ブッシュに宿を取ってイギリス国内を視察した後、同年8月にスウェーデンのストックホルムに入った。道明は同地で国立中央体操練習所に入学した。
スウェーデンでの生活は、午前中を中央体操練習所で教育的体操と医療体操の実地訓練、軍隊体操（剣術などの武術）や女子体操の見学に充て、午後は体育団体等の見学やスキー・スケートの練習を行い、夜は現地の軍人との交流や芝居の鑑賞などをするというものであった。ここで白夜・極夜に驚嘆したり、時には中尉・少尉らと飲み明かしたりする一方で、スウェーデン体操の神髄、体操指導者のあるべき姿、ウィンタースポーツを学んだ。ルンド大学やスウェーデン体操の創始者・ペール・ヘンリック・リングの生まれた地も視察した。またスウェーデン滞在中の1908年（明治41年）に第4回オリンピックがイギリス・ロンドンで開かれることを知り、急きょ7月に渡英して観戦、8月にドイツ・オーストリアに渡ってベルリンやウィーンなど主要都市を歴訪、ベルギー経由で10月にロンドンに戻って冬季競技を観戦した。オリンピック観戦を終えた道明は日本へ行李を先に送り、フランス、スイス、イタリア、コルシカ島、ギリシャを巡り、1908年（明治41年）12月24日にエジプトのポートサイドから帰国の途に就いた。1909年（明治42年）1月27日、神戸港に上陸、2月4日に東京入りした。
道明の欧米留学はスウェーデン体操の調査研究が主目的であったが、公園や運動場などの体育施設や、都市だけでなく地方にまで足を延ばし現地の運動会を視察するなど、社会体育の状況の実態調査も行っていた。これが後の「国民体育論」につながっていくのである。

### 体操の統一と派閥争い（1909-1923）
ロンドンオリンピックに向かう途中の1908年（明治41年）7月10日に東京高等師範学校と東京女子高等師範学校（東京女高師、現・お茶の水女子大学）の教授職を拝命していたことから、帰国後直ちにその任に就いた。1週間のうち月・水・金曜は東京高師で、火・木・土曜は東京女高師で教師をする傍ら、1909年（明治42年）3月13日には体操及遊戯取調委員に、3月23日には東京高師の生徒監に任命された。道明の生徒監時代に金栗四三が東京高師に入学し、大谷武一は道明の着任を知って体育学の道へ進むことを決めた。
帰国早々、留学の目的であった体操科の統一に向け道明は動き出し、道明がとりまとめた学校体操統一案は「学校体操教授要目」として1913年（大正2年）1月28日に文部省訓令第1号で発布された。また同年『学校体操要義』を著し、極めて簡潔に書かれた「学校体操教授要目」に関する理解を深めようと多くの体育関係者がこれを読んだ。発布された要目を普及させるべく、道明は東京高師・女高師の授業の合間を縫って日本各地へ赴いて講習を開いた。道明の『学校体操教授要目』普及活動により、日本中の学校にスウェーデン体操の器具である肋木・平均台・跳び箱が整備された。
一方、本務である東京高師の教授として、「雨休み」の慣習の廃止、4年間を通した体操教育の実施、独立した体育科設置に奔走し、東京女高師では女子体育にも関与した。道明は女子校であるボストン体操師範に留学していたものの、実際に女子に体育指導をするのは初めての経験で、井口阿くりのきびきびとした自信ある態度での指導に感服したという。また東京女高師では部下の二階堂トクヨを文部省留学生に推薦し、留学先としてマルチナ・バーグマン＝オスターバーグのキングスフィールド体操専門学校を指定した。
この間、道明は1910年（明治43年）に、学生スポーツの技術主義・勝利至上主義や応援する者の退廃を憂慮する論文「運動競技会一洗の希望」を発表した。同年12月10日、従六位に叙されている。1911年（明治44年）には『文明的国民用家庭体操』という書を出版、その評判は当時皇太子であった大正天皇の耳にまで届き、翌1912年（明治45年）3月14日に道明は東宮御所で大正天皇に家庭体操を披露した。また1911年（明治44年）に嘉納治五郎が中心になって設立した大日本体育協会（現・日本スポーツ協会）では東京高師体育部長主任として役員を務め、各種体育競技の普及発達を図ることや、ストックホルムオリンピックへの日本の参加議決などに関与した。金栗四三がストックホルムへ旅立つ際には壮行団の一員として寄宿舎から新橋駅まで見送り、皇居の二重橋前で「天皇陛下の御稜威によって我が金栗選手に勝利の栄冠を得さしめたまえ」と絶叫し、万歳三唱した。
以上の経過を見ると道明の教授生活は順風満帆であるかに見えるが、スウェーデン体操派の道明は、普通体操・遊戯（スポーツ）派の嘉納治五郎・可児徳らと対立していた。特に1913年（大正2年）1月8日・9日に道明が鳥取師範学校（現・鳥取大学）を視察した際に同校教師の三橋喜久雄を見い出し、東京高師の教授にスカウト、翌1914年（大正3年）12月26日付で三橋が高師助教授兼附属小学校訓導に就任すると、東京高師出身者ではない三橋を引き入れたことに対して可児を筆頭に普通体操・遊戯（スポーツ）派は猛反発した。この争いは道明と嘉納の体育観の相違に端を発し、次第に学閥・派閥抗争へと発展、「実に語るも忌まわしき争闘と波乱」と表現されるほど壮絶なものであった。ただ、両派とも「体育によって国家の伸長を図る人物の陶冶を目指す」という根本的な意識は共通していたのである。東京女高師では、道明自らが期待して留学に送り出した二階堂トクヨが、道明とは違うものをスウェーデン体操から学び取って帰国したため対立することとなり、体操着も道明が担当するクラスではブルマー、二階堂が担当するクラスではチュニックと差が出ていた。道明と二階堂の対立中に東京女高師で教えた生徒に戸倉ハルがいる。
1920年（大正9年）6月1日には正五位に叙されている。
第一次世界大戦後の欧米体育の視察のため、1920年（大正9年）6月、道明は再び欧米への外遊に出た。この頃、道明は日本の学校体育界の大長老的存在であり、東京高師から視察にかかる費用を道明に支給する予算が組まれていたが、可児の反対で執行できず、道明は東京高師を休職して自費で出発せざるを得なくなった。これに対して高師の学生は、可児が受け持つ「競技科」の授業を文科・理科の者は全員でボイコットし、体育科の42人は授業を自習とする案を校長の三宅米吉に提案、三宅は2か月間の自習を認めたという。道明は日本から太平洋を横断してアメリカに入り、ニューヨークで嘉納治五郎一行と合流、大西洋を渡りイギリス・ロンドンを経由してベルギー入りし、アントワープオリンピックを観戦した。オリンピック観戦を終えた後は単身オランダを訪問し、嘉納と再度合流してドイツのベルリン、ドレスデン、チェコスロバキアのプラハを巡った。プラハで嘉納と別れ、ヨーロッパ各国を回ってイギリスに戻り、1921年（大正10年）1月、アメリカ・ニューヨークへ渡った。アメリカ中を巡って西海岸に至り、ハワイ経由で5月に日本へ帰国した。
帰国した道明は東京高師・女高師の教員に復帰したが、職階は講師となった。1921年（大正10年）12月、道明は三橋喜久雄と「大日本体育同志会」を立ち上げ、1922年（大正11年）1月には機関誌『日本体育』を創刊した。この頃、東京高師の体育科教員らは「体育学会」を結成しており、機関誌『体育と競技』を発行していた。『日本体育』と『体育と競技』は競合関係を続けたが、1926年（大正15年）12月号をもって『日本体育』は休刊、大日本体育同志会は解散した。結局、三橋は東京高師の派閥争いの犠牲になる形で離職を余儀なくされ、その後デンマーク体操を学んで普及活動をするが、「学校体操教授要目」を盾に取った文部省の圧力を受けることになる。道明は三橋の退職問題もあり、1922年（大正11年）に東京高師を退職し、翌1923年（大正12年）3月には東京女高師も退職した。道明は自叙伝に「数多の感想もあるが」と記すも派閥争いについては何も書き残していない。道明が派閥争いに敗れたのは、道明が単に「（スウェーデン）体操を採るか競技・遊戯を採るか」という教材の選択をめぐる相違であると捉えたことであり、「学校体操教授要目」に時代的要求をどう読み込むかという問題を深く洞察できなかったことにある。派閥争いに勝利した側の普通体操・遊戯（スポーツ）派も、1920年（大正9年）1月に嘉納が依願退職、1921年（大正10年）9月に可児が教授職を下りて講師となった後に1923年（大正12年）4月に退職している。こうして道明・三橋・嘉納・可児が去った後の東京高師の体育系教師陣は、大谷武一、二宮文右衛門、宮下丑太郎、佐々木等、野口源三郎ら体育を専攻した東京高師出身者のみで占められることになった。一方の東京女高師では、道明は主流派で、二階堂トクヨが孤立する形となり、1922年（大正11年）3月に二階堂が退職している。

### 本郷中教頭、晩年（1923-1950）
東京高師・女高師を去った道明は周囲の勧めもあり、松平賴壽が創立したばかりの本郷中学校（現・本郷中学校・高等学校）に教頭として1923年（大正12年）4月に赴任した。教頭とは言え、実質的には校長職を代行しており、「全人教育としての体育」という理想の実現に向け奔走し、後進育成に乗り出した。教頭ながら自ら体操科の授業を担当し、教頭就任から5年ほどは東京府内の学校を巡回して学生指導に明け暮れ、東京女高師にも従来通り週2回通っていた。
1932年（昭和7年）、体育功労者として文部大臣表彰を受けた。この時の文部大臣は、高師附属学校時代の教え子である鳩山一郎であり、鳩山から表彰されたことを道明は喜んだ。1940年（昭和15年）10月には厚生大臣・金光庸夫から日本初の体育功労者として表彰された。同年、本郷中を退職、およそ半世紀に及ぶ教師生活に終止符を打った。その後、道明の教え子らの寄付で本郷中の隣地に永井体育館が建設され、協議の結果、本郷中の所管施設となった。道明は本郷中の顧問に就任し、永井体育館を通して本郷中の教育に関わり続けた。

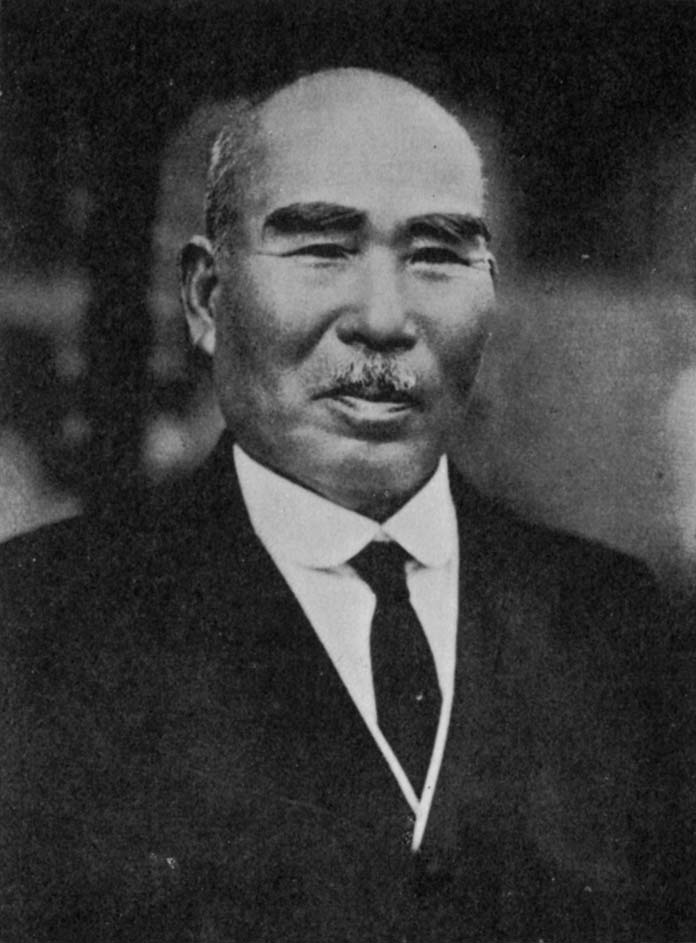
晩年の永井道明

本郷中教頭を辞した道明は自伝の執筆に取り組み2年かけて原稿を完成させたが、刊行はかなわなかった。1941年（昭和16年）、樺太・琉球への旅に出た。その翌年の1942年（昭和17年）には悪性貧血のため東京帝国大学医学部附属医院（現・東京大学医学部附属病院）に入院し、一命を取り留めた。太平洋戦争が激化する中でも道明は阿佐ヶ谷の自宅に住み、長野県に疎開していた孫に3度面会に赴き、まめに手紙を書き送った。面会時には児童に交じって乾布摩擦に参加し、自ら禿頭を磨いて子供たちを笑わせたという。
1945年（昭和20年）4月の東京大空襲で戦災に遭い、ついに阿佐ヶ谷を離れ郷里の水戸市に住む姉の家へ移ったが、不運にも同年8月の水戸空襲で再び戦禍に巻き込まれ、水郡線常陸大宮駅から4里（≒15.7 km）ほどの檜沢村（現・常陸大宮市上檜沢）の義兄宅で間借り生活を始めた。この戦争で道明は養嗣子を亡くした。檜沢で終戦を迎えた道明は戦後の食糧難に直面しながらも健康体で、炭焼きを見に山に登ったり、知人を訪ねて家や学校へ徒歩で出かけたりと行動的な生活をしていた。特に孫が鷲子山上神社へ遠足に行った際に足を腫らしたというのに、別の日に同じ道中を歩いた道明は何ともなく、「やはり体育家だったのだ」と孫を驚かせたという。
1947年（昭和22年）1月1日に東京へ戻り、駒込の松平賴明邸に身を寄せた。ここで自伝の再執筆に取り組んだが、帰京から2年もたたないうちに貧血を再発してほぼ寝たきりとなった。それでも見舞いに訪れた教え子に体育界の状勢を尋ね、体育雑誌を見せるよう求め、日本の体育を気にかけていた。1950年（昭和25年）12月13日午前0時50分、駒込の自宅で逝去した。満81歳という長寿であった。遺言により道明の遺体は東京大学で解剖され、死因は老衰、脳の血管に多少の硬化性が認められたものの、特に異常はなく、心臓は50代並であることが判明した。永井体育館で「体育葬」が行われた。道明の残した自伝原稿は、葬儀に寄せられた香典を利用し、『遺稿 永井道明自叙伝』として体育日本社から出版された。

## 人物
水戸出身者らしく（→水戸の三ぽい）、自他共に認める頑固一徹な人物であった。このことから人に恨みを買ったり、誤解されたりすることも多かった。体操校長として名を馳せた畝傍中・姫路中時代は県立学校の校長にもかかわらず「知事も県議も眼中になく」と書いており、自らの道を貫き通した。そのせいで生徒に授業をボイコットされたこともあるが、道明は生徒を責める気にはならず、自らの微力を嘆いた。ただし、当時の姫路中の生徒であった和辻哲郎は表立った反抗運動や同盟休校は1度も起きなかったと述懐している。また欧米留学が決まった道明は「極めて無邪気」に和辻ら生徒に交じって英語の授業を受けていたという。
道明に呼ばれて東京高師の助教授となった三橋喜久雄は「頑固のようであって、しかも他に耳を傾ける弾力性のある先生」と評し、体育学者の今村嘉雄は「頭脳明晰で一徹で、信念には強かったが、政治性に乏しかった」、「闊達縦横にふるまった」と評した。東京高師の学生からは慕われていたようで、1920年（大正9年）の欧米外遊の費用が可児徳の反対で支給されなかった際には、学生が可児の授業をボイコットしたり、授業を自習とすることを校長に直訴して認めさせたりしている。教え子の野口源三郎は、1920年（大正9年）の欧米外遊の際に道明がスウェーデン体操に限られた自身の考え方に何か新しいものを加えたいと考えていたことを同乗した船中で聞いており、この外遊を通して嘉納と協調できていれば、さらに中央で活躍できたであろうと述べている。
モットーは「時間×努力＝成功」であり、教え子にも語り聞かせた。授業に臨む際はいつも純白のシャツとズボンを身に付け、ほんのりと香水を付けていた。香水の件を学生に指摘されると高らかに笑いながら「自分に匂うために付けているのであり、人に匂うのであれば使い方を間違っている」と答えたという。身長は5尺5寸（≒167 cm）ほどでそれほど高くなかったが、骨格はたくましく、胸板は厚く、眉は太く、頬骨と顎が張っており、白で統一したシャツ・ズボン・靴・体操帽を身に付けた姿は東京高師で体育人を目指す若者の憧れの的であったと野口源三郎は語っている。

## 業績と理論

### スウェーデン体操
スウェーデン体操はリングが創始したもので、教育体操・軍隊体操・医療体操・芸術体操の4つに分類される。道明が欧米留学中に学んだスウェーデン体操は、国により、時代により、指導者により異なるものであった。本国スウェーデンではリングの死後、個々の運動の生理学的な観点の厳密性を重視する「リング主義」と、自然的でスポーツ的な要素を加えた「自然的方法」の2派に分かれた。その中から道明が学び取ったスウェーデン体操の神髄は、「人本位の体育主義」、すなわち体育を教授する対象者の心身に応じた運動方法の選択、対象者の全人教育のために運動材料を完全にし、その実行を統一すべし、というものである。よって道明は体操の技術や用具、教授法といった形式的なものにとらわれるべきではないとした。
道明がスウェーデン体操に傾倒したのは、学生時代の高師や入営経験で得た森有礼の思想を体現する上で、科学的根拠を持ちながらも規律・訓練的な形を強調するスウェーデン体操がふさわしいと考えたからである。これはスウェーデンでは陸海軍の将校が訓練にスウェーデン体操を用いていたからで、日本にも適合すると道明は考えたのである。中でも形式的・画一的な体操である「リング主義」を採用した。
指導法の面では、スウェーデンで学んだにもかかわらず、道明はスウェーデン式に共鳴せず、むしろドイツ式に感銘を受けた。すなわちリーダー主義と教師の心身示範の態度であり、指導する者（教師）が指導される者（生徒）の前で偉ぶらず、自ら率先して手本を示し、生徒を先に休ませて教師は後で休むという姿勢である。これは日本古来の名将・名君に相通じるものである。そこで留学から帰国した後の道明は、自らの常服を詰襟・背広と定め、これを脱いで活動状態に身を置くことを決意したという。
永井道明の指導を受けた岡部平太は、「形式一点張な瑞典体操をいやと言う程強制された」、「来る日も来る日も雨の日も風の日もなぜこんな奇妙な形式的な役にも立たない身体運動を強制させられねばならないのか」と思いスウェーデン体操を非難していたが、体育指導者となってスウェーデンへ行ってみて「瑞典式は恐らく未だ一度も本当の姿を日本には現さなかったのではないかとさえ思う」という感想を教育大学新聞に寄稿している。

#### 学校体操教授要目
『学校体操教授要目』は1909年（明治42年）に留学から帰国した道明が中心となってとりまとめ、1913年（大正2年）に発布されたものである。教育現場で混乱していた諸体操の整理・統一を目的とし、現場での実行案として提示したものであるため、体操の理想案を示したものでも、新たな体操の姿を示したものでもない。スウェーデン体操に主要部を依拠しているものの、道明は日本の学校生徒を本位として要目を策定したので、外国のどの国の方式でもなく、強いて言うなら日本の学校生徒式だと述べた。道明が主張する『学校体操教授要目』の要点は以下の通りである。
1. スウェーデン体操の採用 - 「体操」と称されるものは大部分をスウェーデン体操の考え方に依拠した[143]。ただし新しいものはほとんど加えず、懸垂・跳躍は従前の軍隊体操から採る[注 25]など、すぐ容易に実施できるようにした[143]。
2. 教練の統一 - 従前に準備・秩序・隊列・兵式などさまざまに呼ばれていたものを「教練」と名付け、第一に歩兵操典に依拠することとした[143]。
3. 遊戯の拡張 - 従前に行われてきた遊戯はほぼ踏襲し、その中に競技を「競争遊戯」として、ダンスを「行進を主とする遊戯」として含ませることとした[146]。
4. 柔道・剣道の正課への採用 - 柔道・剣道を体操科に加えるかどうかは議論になっていなかったが、道明の「英断」によって正課に加えられた[146]。これは道明が明治維新後に柔道・剣道が衰退したことを不思議に思っていたことと、すでに柔道・剣道が学校で広く行われていたことによるものと本人は述べている[146]。なお、道明は「撃剣」を「剣道」に改称することを主張した[147]。その理由として、目的にかなった名称とすべきであること、撃剣が技術偏重の危惧があったこと、柔術が柔道に改称して近代化に成功したことの3点を挙げたが、内実は東京高師体操科の責任者として、高師が使っている「剣道」の名称を主張する必要があったことによる[148]。

『学校体操教授要目』に見られる道明の体育観をまとめると以下のようになる。この中で現代に通じる重要な点は、学校体育をフィジカルトレーニングと結合させたことである。
1. 学校体育の目的は「服従精神の涵養」 - 教師と生徒の関係を命令と服従の関係と位置付け、意志の訓練と規律を強調した[149]。
2. 個人の体力・意志の国家への結合 - 個人の体力低下は国家の危機であり、国家に個人は従属すべきである[149]。
3. 訓練のためのスウェーデン体操 - スウェーデン体操は個人の体力・意志力を訓練する上で最も合理的で、遊戯も体操と同一原理で考えられる[149]。

道明の『学校体操教授要目』は1918年（大正7年）以降、限界が見え始めた。教師と生徒の関係を命令と服従の関係でしか捉えなかったこと、スポーツが隆盛したこと、大谷武一らによる指導法の改善が進んだことが主な要因である。このため『学校体操教授要目』は2度改正され、3度目の改正時に体操科から「体錬科」に科目名を変更した。そして第二次世界大戦後の1947年（昭和22年）に「学校体育指導要綱」となり、「学習指導要領体育編」へとつながっていく。しかしこれらの改正作業に道明は関わっておらず、議論ばかりしていないでまず実行し、実行してみて悪いところがあったときに初めて内容を改善すべきだと主張した。

### 国民体育論
「国民体育」という用語自体は明治20年代半ば（1892年頃）に日本体育会（現・学校法人日本体育大学）が使用し始め、明治30年代（1897年 - 1906年）には国会でも使用されるなど、政策にも取り入れられた。道明は体育という言葉が学校体育のみを意味すると一般に解釈される当時の状況に対し、家庭・学校・軍隊・社会の4つの体育が連携・相互補完することで強健な日本国民の身体が育成できると『学校体操要義』で主張した。欧米人は個々人の体育への意識が高く、公共施策が明確で、社会体育が組織化され、社会体育と学校体育が連携し、音楽を流して楽しく体操を行っているという状況を欧米留学を通して学び、日本にも国民体育を普及させようとしたのである。道明は明治維新以降、武士がいなくなったことで国民体育がなくなってしまい、徴兵検査の成績を見ても日本人の体力は低下しており、日本が20世紀の文明社会で生き抜くためには国民体育に維新を起こす必要があると考えた。要するに、国力の基礎を国民の精神と体力の増進に求めたのである。
国民体育の方法として、年齢・性別に応じた体育法が必要と説いた。年齢は少年・青年・壮年・老年の4つに区分し、少年は遊戯を重視しこれに体操を加える、青年は最も強めの体操を行い武術も取り入れる、壮年は仕事に忙しいため朝晩に少しでも時間をとって各人の体力・趣味に応じた運動を行う、老年は散歩や庭掃除、植木いじりなど毎日平均した運動を行うべしとした。少女の体育については、良妻賢母教育のためだとして少女の遊戯に干渉することは「もってのほか」と断じ、欧米のように子供の遊戯を奨励すべしとした。さらに、漫然と運動したり、興味・実用（「高く跳べる」など）にとらわれて運動したりするのではなく、「この運動をすることで身体・精神にこのような効果がある」という目的にかなった運動をすべきであると説いた。
道明は「美人」について持論を展開している。道明は「心の美人」とは心身一致の関係から円満なる体から出るものとして、心身一致の修養に舞・踊り・ダンス・作法などが最良であると説き、心の通りに身体を活動させるのが体育上の美人であるとした。そして体育上の美人は道徳上の美人に一致すると述べている。東京女高師では女性の化粧について、あまり目立たぬ薄化粧こそ真の女性の化粧であると女子学生に語った。

#### 家庭体操
道明は老若男女、屈強の者にも虚弱の者にも体操が大切であると考え、1911年（明治44年）に『文明的国民用家庭体操』という書を出版した。すなわち、国民体育の一環として家庭体操（家庭体育）を位置づけたのである。この本の評判は海軍兵学校の校長であった山下源太郎を通じて大正天皇（当時は皇太子）の耳にまで届き、1912年（明治45年）3月14日に道明は東宮御所に招かれ、大正天皇の前で家庭体操を披露することになった。大正天皇は「さようにするか」と述べ、それ以来、家庭体操を実践したと当時の東京朝日新聞が報じている。道明の家庭体操は改良を加えた上で海軍兵学校の朝の体操として採用されたほか、後のラジオ体操の源流となった。
道明の家庭体操は、1日15分、運動・冷水浴・摩擦・空気浴を日課とすることを推奨するものである。これを忙しい日常に取り入れることで活力が保たれ、心身が健康となり、すべての仕事に耐えうるようになると説いている。冷水浴は皮膚を鍛錬し、運動後の体を清潔にし、爽快感を得られるものとしている。特に仕事で忙しい壮年は、家庭体操をすると良いと説き、中流階級の人から実践することで下層階級まで普及させることが望ましいと考えた。

### スポーツの振興

#### 大日本体育協会役員
オーギュスト・ジェラールからオリンピック参加を打診された嘉納治五郎は、日本体育会（現・学校法人日本体育大学）の加納久宜に斡旋の交渉を行うが失敗に終わり、当時スポーツが盛んであった東京帝国大学（現・東京大学）総長の濱尾新、早稲田大学学長の高田早苗、慶応義塾塾長の鎌田栄吉に呼び掛けて体育団体の設立を図った。その結果、東京帝国大学書記官の中村恭平、早稲田大学教授の安部磯雄、慶應義塾講師の飯塚国三郎、そして東京高師の永井道明・可児徳・嘉納治五郎が集まって、1911年（明治44年）7月に大日本体育協会（現・日本スポーツ協会）を創立した。創立時の役員の中で、オリンピックを実際に見たことがあったのは道明だけであり、日本のオリンピック参加という課題に対して道明はうってつけの人材であったと言える。道明は創立から1915年（大正4年）までと1927年（昭和2年）に理事、1913年（大正2年）から1925年（大正14年）までと1929年（昭和4年）から1933年（昭和8年）まで評議員を務めた。
大日本体育協会の最初の事業である国際オリムピック大会選手予選会では、道明は幹事として臨み、1912年（明治45年）2月15日の代表選手選考にも参加した。また道明は大日本体育協会の規約原案を作成し、1912年（明治45年）5月11日の決議を経て正式な規約となった。ただしこれはストックホルムオリンピックに選手・役員を送り込むための暫定的なもので、1913年（大正2年）9月26日に改正された。

#### ドッジボールの普及活動
ドッジボールという競技そのものは、可児徳と坪井玄道によって1909年（明治42年）に日本に伝えられていたが、当時のドッジボールは円形のコートで行い、防御側の選手はボールを取ってはいけないルールであった。これを方形のコートに変え、日本独自の球技へと進化させたのが道明の功績である。道明は遊戯を国家の盛衰、実力養成に対する基礎を築くという教育的価値を有するものと捉えており、ドッジボールにその価値があると考えたのであった。
道明は欧米留学中のドイツ・ベルリンの小学校で、たまたま方形のコートで子供たちが楽しそうにドッジボールを行っているのを見かけ、教育的価値を見い出した。方形のコートは1917年（大正6年）に道明が日本に伝えた。ベルリンの小学校では室内競技として行われていたが、道明は日本の国情には屋外の方が適していると考え、屋外競技に変更した。また事あるごとに講習会や実地授業などの場でドッジボールを指導し、普及に努めた。さらに2度目の欧米外遊の際にドッジボールの更なる研究を行い、日本に帰国後、自身が会長を務める東京府体育研究会で1年4か月かけて議論を重ね、1924年（大正13年）に「デッドボール競技規定」を制定、防御側の選手がボールを受け取ることができるルールに改良した。こうしてドッジボールは「日本独自の球技」となり、この意味ではドッジボールの考案者は永井道明ということになる。
道明がドッジボールを伝えた頃には一般に「デッドボール」という名前で呼ばれており、これをドッジボールに変えた（伝わった当時の名に戻した）のは大谷武一である。道明は「デッドボール」という名称にこだわりがあり、ドッジボールに変えられたことを「軽率だ」と批判している。その理由として、これまでにデッドボールとして発展し広く行われてきたこと、ドッジボールのドッジ（dodge）が「身をかわす」という意味でありボールを受け取ったり、外野からコートに復活できるなどルールが複雑化して身をかわす（ドッジ）以上の競技になった現状ではボールに当たってアウト（＝デッド）となるという意味のデッドボールの方が適していること、を挙げている。デッドボールをドッジボールに改名されたことに道明が反発したのは考案者であることから当然であり、反発するほどに道明はこの競技に並々ならぬ思いを持っていたことが窺える。大谷がなぜドッジボールに改名したのかは不明であるが、一説にデッド（dead=死）という語から来る忌避感、現代風に言えば言葉狩りであるという。

#### スキーの普及活動
道明は日本にスキーが伝わるより前にスウェーデンでスキーに関心を持ち、子供たちに交ざって練習をした。その模様を現地の新聞が、日本公使の杉村虎一がスキーをする様子として写真付きで報道してしまった。この誤報はしばらく訂正されず、スキーをする日本公使としてしばらく引用され続け、その後「公使書記官」の写真として利用された挙句、ようやく日本からの留学生・永井道明として体育雑誌に掲載された。この一件もあってか、杉村公使はスキーを大日本帝国陸軍に普及させるべく陸軍大臣の寺内正毅にスキー用具を送り、寺内は新潟県高田市（現・上越市）の第13師団にスキー研究を命じ、ちょうど来日中であったテオドール・エードラー・フォン・レルヒが1911年（明治44年）に同師団にスキー技術を指導し、これが日本のスキーの発祥となった。こうして道明はスキー技術の普及に間接的に関与したことを喜ばしく思っており、晩年にはスキーが広く普及していたことに「驚喜の外はない」と感想をしたためている。

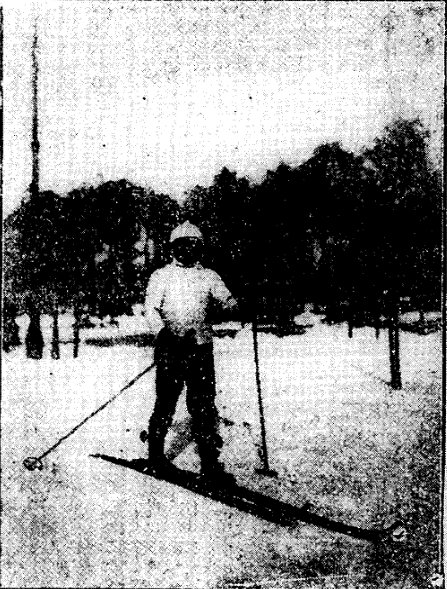
スキーをする永井道明（1911年/42歳）

道明がスキーを習得したのは単に興味を持っただけでなく、冬を嫌って屋外に出るのを拒む日本人に、寒い冬こそ屋外へ出てできる遊戯・スキーを普及させたいという思いがあったからである。要するに国民体育の手段としてスキーを利用しようと考えたのである。1909年（明治42年）2月27日に東京高師で開かれた「帰朝歓迎会」の席で「氷滑り」の話をしたといい、これはスケート・スキーであったとみられる。続いて1910年（明治43年）12月、井口阿くりらの要請で秋田県で体操講習会を開き、その際に手形山スキー場などでスキーを実施した。このスキー講習は当初から予定されていたものではなく、体操講習会の空き時間を利用して、参加者のうちの数人が恐る恐るスキー板を履いて雪の上を歩いてみたという程度であった。翌1911年（明治44年）1月には山形県入りし、新庄や赤湯でスキーを指導し、山形県立新荘中学校（現・山形県立新庄北高等学校）ではスキーが教育に取り入れられた。この時道明は負傷している。同月22日、道明は時事新報に寄稿し、「冬の遊戯」と題してスウェーデンのそり・スキー・スケート事情を紹介し、レルヒによる指導より先に東京の人々にスキーを伝えた。さらに翌1912年（明治45年）1月には岩手県・青森県・秋田県・山形県の順に回り、スキーを行い、青森でのスキー講習は東奥日報で写真付きで報じられた。同年のスキー講習は、スキーの奨励・普及が主目的で、体操指導が従であった。しかし、道明が伝えたストックを2本用いる「二本杖スキー」は東北地方に普及せず、第13師団が講習で広めた「一本杖スキー」が浸透した。
その後も本郷中学校にスキー部を創設し、毎年12月に妙高高原の池の平で生徒とともにスキーを楽しんだ。

#### サッカーの奨励と野球害毒論
道明は茨城中在学時に蹴球に熱中するあまり、平行棒の下をくぐり損ねて頭部を強打、6針縫う怪我を負ったほどのサッカー好きであり、姫路中の校長時代には体操の授業で道明自ら生徒にルールを説明し、試合をさせた。しかし生徒の間でサッカーは流行せず、生徒は器械体操に関心を示したので、以来道明は姫路中でサッカーの奨励をぴたりとやめてしまったという。その後、1917年（大正6年）創設の東京蹴球団の初代団長に就任し、1921年（大正10年）設立の大日本蹴球協会（現・日本サッカー協会）では理事（競技担当）を務めている。
野球に関しては、畝傍中校長時代に生徒と楽しんでいたが、姫路中校長に就任した翌年に禁止した。当時、姫路中の生徒であった和辻哲郎は、運動場が狭く野球ができなかったことも理由の1つであったかもしれないとしつつ、主な理由は「永井校長が野球を好まなかった」からと述べている。禁止した野球の代わりとして道明はサッカーを奨励したのであった。また1911年（明治44年）に東京朝日新聞が連載した「野球と其害毒」の第7回（9月4日）に道明が登場し、野球害毒論を論じている。この中で道明は「野球はおもしろいので学生がふけりやすく、時間を空費し、身体を疲労衰弱させるので、野球選手は学科ができない」と切り出し、野球が勝利至上主義に陥って、相手選手にヤジ・暴言を吐いたり妨害したりするなどの言動が見られ、一部の選手のみが活躍し他は見物に回り最終的には入場料を取るなど商売と化しており、心身の鍛錬という本来の運動の目的からすれば堕落していると批判した。日本の野球はアメリカ西部と似た堕落した野球であり、アメリカ東部やイギリスで行われているクリケットや蹴球は堂々として礼儀正しく、負けても失望せず、勝っても泣いたり笑ったりしないと語った。特に入場料を取ることを問題視し、これは日本の法律上「興行」に当たり、教育上問題で、野球を利益手段とする学校は論外であり、その犠牲となる学生が哀れだと述べた。同年9月16日には読売新聞社主催の「野球問題演説会」が開かれ、押川春浪らが野球害毒論に反対の立場から演説したほか、道明も野球の趨勢を論じた。この演説会は野球擁護を目的としていたが、道明は演説後、「拍手の裡に降壇」したという。野球害毒論について論述した小野瀬剛志は、道明の野球論を「野球否定の論理」の中で扱いつつ、「全体的論調から言えば擁護論、中立論に分類されるであろう」と記しており、道明の運動競技観について研究した植村真也は、「弊害を問題視しながらも、国民体育の手段として野球およびスポーツを認めるようにな」ったと述べた。
道明が取りまとめた『学校体操教授要目』の中では、「フットボール」（サッカー）は「競争を主とする遊戯」の例として挙げられ体操科の授業で採用すべきとした一方、「ベースボール」（野球）については「体操科教授時間外において行うべき諸運動」の末尾から2番目に取り上げている。

#### マスゲーム
道明はマスゲームでも先駆的な存在であった。第3回極東選手権競技大会（1917年=大正6年）では東京高師の生徒800人を率いてマスゲームを指揮し、号令はマイクなしの地声で行った。陸軍戸山学校教官であった大井浩は明治神宮競技大会にマスゲームを採用することを主張し、第2回大会（1925年=大正14年）に初めて行われた。この記念すべき最初のマスゲームで指揮を執ったのが永井道明で、広大な明治神宮外苑競技場の正面指揮台に立ってマイクなしの地声で指揮号令をした。このマスゲームは東京市とその近郊の小学6年生男子児童6,400人を80人80列に編成し、9種類の体操を15分演じるというもので、予行演習なしの一発実施だったにもかかわらず、一糸乱れぬ動作に観客は涙を流して拍手を送ったと伝えられる。本郷中の生徒を率いてマスゲームを行ったこともあり、道明の告別式で本郷学園の卒業生総代がマスゲームの思い出を語るなど、道明のマスゲーム指揮は本郷中の生徒にも深く心に刻まれるものとなった。
第2回明治神宮競技大会では可児徳も女子中等教育学校の生徒4,900人を率いたマスゲーム「明治天皇頌歌ダンス」の指導を行っているが、号令は池田某が行ったという。可児は道明のように号令に慣れていなかったからだと推察されている。

## 永井道明が登場する作品
大河ドラマ『いだてん〜東京オリムピック噺〜』（2019年、NHK）
演者は杉本哲太。東京高師教授・舎監として登場し、作中では肋木が道明の代名詞として描写されている。生徒への愛情表現としてよく怒り、よく怒鳴る人として表現されている。それはロンドンオリンピックの観戦経験から日本人がマラソンをすれば「死人が出る」としてマラソン実施に反対し、羽田の予選会で「歩いてもいい。休んでもいい。生きて帰ってくれたまえ」と参加者に呼び掛けるシーンからも窺える。